# Chlorophorus sappho
Chlorophorus sappho là một loài bọ cánh cứng trong họ Cerambycidae.